# Niko Springer
Niko Springer (* 11. Juli 2000 in Mainz) ist ein deutscher Dartspieler, der unter anderem an Turnieren der PDC Europe teilnimmt und für den DC Nostra Dart Mus Kaiserslautern in der Bundesliga spielt.

## Laufbahn
Springer gab sein Debüt mit 18 Jahren auf der PDC Development Tour 2019, wo er einmal die Runde der letzten 64 erreichte. Er nahm erstmals im Februar 2021 bei der PDC Qualifying School in Niedernhausen teil und erreichte hierbei die Final Stage.
Aufgrund seiner Leistungen in der PDC Qualifying School und der Änderung der Teilnehmerzahl auf 24 bekam Springer für die im April 2021 stattfindende PDC Super League Darts in Niedernhausen eine Wildcard. Nach überzeugender Leistung des Debütanten in der Vorrunde schied Springer im Viertelfinale gegen den späteren Turniersieger Martin Schindler aus.
Bei der PDC Development Tour 2021 (Turnier 1–6) in Niedernhausen erreichte Springer jeweils einmal das Halbfinale und Finale. Mit dem 7. Platz wurde er bester Deutscher des Turniers.
2021 nahm Springer erstmals an der PDC European Challenge Tour in Niedernhausen teil, konnte sich dort mehrmals in die Top 16 und einmal bis zum Finale spielen. Nach Steven Noster, Lukas Wenig und Ricardo Pietreczko wurde Niko Springer mit dem 14. Platz nach acht Turnieren viertbester Deutscher.
Im zweiten Teil der PDC Development Tour 2021 (Turnier 7–12) Anfang November 2021 erreichte Springer jeweils das Halbfinale und Finale und qualifizierte sich somit für die PDC-Jugend-Weltmeisterschaft (PDC World Youth Championship 2021) am 28. November 2021 im englischen Minehead und die UK Open 2022. Ursprünglich war er außerdem bei der PDC Qualifying School im Januar 2022 in der Final Stage gesetzt. Er verzichtete jedoch auf seine Setzung und nahm nur an einem Tag der First Stage teil, um an späteren PDC Turnieren teilnehmen zu dürfen.
Bei dem ersten Host Nation Qualifier des Jahres für die European Darts Tour 2022 erspielte sich Springer erstmals direkt einen Startplatz bei den International Darts Open sowie für die German Darts Championship.
Am 11. November 2022 verlor Springer im Finale der Super League Darts 2022 mit 8:10 gegen Florian Hempel und verpasste damit, trotz einem Turnier-Average von 91,60 Punkten und insgesamt 73 geworfenen 180er-Aufnahmen, nur knapp die Qualifikation zur PDC World Darts Championship in London.
Bei der Q-School 2023 hätte sich Springer gleich am ersten Turniertag für die Final Stage qualifiziert, er entschied sich jedoch dafür nur einen Tag der Q-School zu spielen, um weiter an der Challenge Tour und den European Tour Qualifiers teilnehmen zu können.
Bei dem Qualifier zur International Darts Open 2023 in Riesa setzte sich Niko Springer im Finale gegen Nico Kurz mit 5:1 durch und spielte dabei einen Average von 114,65 Punkten, dem zu diesem Zeitpunkt zweithöchsten Average des Jahres bei der PDC. 
In Runde eins bei den International Darts Open 2023 gelang Springer ein 6:4-Erfolg über Scott Williams. In Runde zwei besiegte er den Weltranglisten 9. Dimitri Van den Bergh mit 6:1, ehe er im Achtelfinale gegen Damon Heta mit 3:6 verlor.
Am 7. November 2023 warf er auf der Super League Darts 2023 einen Neundarter.
Auch 2024 war Springer wieder für die Q-School gemeldet, spielte allerdings erneut nur einen Tag, ohne das Ziel Tour Card ins Auge zu fassen, sondern lediglich an der Challenge Tour und allen European Tour-Qualifiern teilnehmen zu dürfen.
Somit spielte Springer auch hauptsächlich die Turnierserien der PDC Challenge Tour und PDC Development Tour sowie die erstmals ausgetragene PDC Europe Next Gen. Dort gelang es ihm als erster deutscher und vierter Spieler im professionellen Dartsport überhaupt, am 3. März 2024 bei einem Turnier in Eisenstadt ein Neundarter im Modus Double-In/Double-Out. Insgesamt gelangen ihm vier Turniersiege auf der Next Gen, womit er auf Rang eins der Hauptrangliste und Jugendrangliste steht.
Auf der Development Tour gelang Springer bei Turnier Nummer zehn zum ersten Mal in seiner Karriere ein Turniersieg bei der PDC: Mit 5:2 besiegte er im Finale Gian van Veen. Es folgten zwei weitere Siege bei Turnier Nummer 18 und 20. Am Ende erreichte Springer Rang zwei der Development Tour Order of Merit. Dieser brachte ihm sowohl die Qualifikation zur PDC World Darts Championship 2025, als auch den Gewinn einer PDC Tour Card. Bei der WM schied Springer schließlich in der ersten Runde aus.
Bei der Dutch Darts Championship 2025 stieß Springer erstmals bei einem European-Tour-Turnier bis ins Finale vor, das er gegen Jonny Clayton verlor.

## Titel

### PDC
- Secondary Tour Events
  - PDC Development Tour
    - PDC Development Tour 2024: 10, 18, 20
- Sonstige
  - PDC Europe Next Gen
    - PDC Europe Next Gen 2024: 5, 7, 9, 10

## Weltmeisterschaftsresultate

### PDC-Jugend
- 2021: Gruppenphase (3:4-Niederlage gegen  Ted Evetts, 4:1-Sieg gegen  Sebastian Białecki und 0:4-Niederlage gegen  Keelan Kay)
- 2022: 2. Runde (1:6-Niederlage gegen  Alec Small)
- 2024: Achtelfinale (4:6-Niederlage gegen  Keane Barry)

### PDC
- 2025: 1. Runde (1:3-Niederlage gegen  Scott Williams)

## Turnierergebnisse
| Turnier              | 2022 | ...... | 2025 |
| -------------------- | ---- | ------ | ---- |
| PDC-Ranking-Turniere |      |        |      |
| Weltmeisterschaft    | n/q  | n/q    | 1R   |
| World Masters        | n/a  | n/a    | VR   |
| UK Open              | 1R   | n/q    | 3R   |
| Karrierestatistiken  |      |        |      |
| Jahresendplatzierung | 151  | 159    |      |

| Legende zu den Turnierergebnissen | Legende zu den Turnierergebnissen | Legende zu den Turnierergebnissen | Legende zu den Turnierergebnissen | Legende zu den Turnierergebnissen | Legende zu den Turnierergebnissen | Legende zu den Turnierergebnissen | Legende zu den Turnierergebnissen | Legende zu den Turnierergebnissen | Legende zu den Turnierergebnissen |
| --------------------------------- | --------------------------------- | --------------------------------- | --------------------------------- | --------------------------------- | --------------------------------- | --------------------------------- | --------------------------------- | --------------------------------- | --------------------------------- |
| n/t                               | nicht teilgenommen                | n/q                               | nicht qualifiziert                | n/a                               | nicht ausgetragen                 | #R                                | Aus in jeweiliger Runde           | GP                                | Aus in der Gruppenphase           |
| AF                                | Achtelfinalist                    | VF                                | Viertelfinalist                   | HF                                | Halbfinalist                      | F                                 | Turnierfinalist                   | S                                 | Turniersieger                     |